# Хирцель
Хирцель (нем. Hirzel, алем. нем. Hiirzel, Hiirsel) — бывшая коммуна в Швейцарии, в округе Хорген кантона Цюрих.
Население на 31 декабря 2006 года составляло 1889 человек. Официальный код — 0132.
С 1 января 2018 Хирцель вошел в состав муниципалитета Хорген.